# Emily Rios
Emily Clara Ríos (Los Ángeles, 27 de abril de 1989) es una actriz y modelo estadounidense. Es conocida por interpretar a Andrea Cantillo, en la serie Breaking Bad, a la periodista Adriana Mendez, en la serie The Bridge, y a Lucía Villanueva, en Snowfall.

## Primeros años
Emily Clara Ríos nació el 27 de abril de 1989 en Los Ángeles, California, siendo hija de padres mexicanos, quienes la criaron como testigo de Jehová.

## Carrera
Ríos fue descubierta profesionalmente un día en un centro comercial. Apareció en el cortometraje For Them, de 2005, y en la película Quinceañera, de 2006. En 2008, apareció en la película independiente Vicious Circle. También ha tenido papeles recurrentes en la serie televisiva Friday Night Lights, Men of a Certain Age, Breaking Bad, The Bridge, y From Dusk till Dawn: The Series. Personificó a Lucía Villanueva, hija de un jefe criminal mexicano, en el drama Snowfall, serie que se estrenó en FX el 5 de julio de 2017.

## Vida personal
En 2014, se declaró abiertamente lesbiana.

## Filmografía

### Cine
| Año  | Título                            | Rol             | Notas        |
| ---- | --------------------------------- | --------------- | ------------ |
| 2005 | For Them                          | Lydia           | Cortometraje |
| 2006 | Quinceañera                       | Magdalena       |              |
| 2007 | The Blue Hour                     | Happy           |              |
| 2007 | Stain on the Sidewalk             | Vanessa         |              |
| 2008 | Vicious Circle                    | Angel           |              |
| 2009 | Down for Life                     | Vanessa         |              |
| 2009 | The Winning Season                | Kathy Reyes     |              |
| 2010 | Love Ranch                        | Muñeca          |              |
| 2010 | Pete Smalls Is Dead               | Xan             |              |
| 2011 | Big Mommas: Like Father, Like Son | Isabelle        |              |
| 2016 | Paint It Black                    | Pen             |              |
| 2018 | If Beale Street Could Talk        | Victoria Rogers |              |

### Televisión

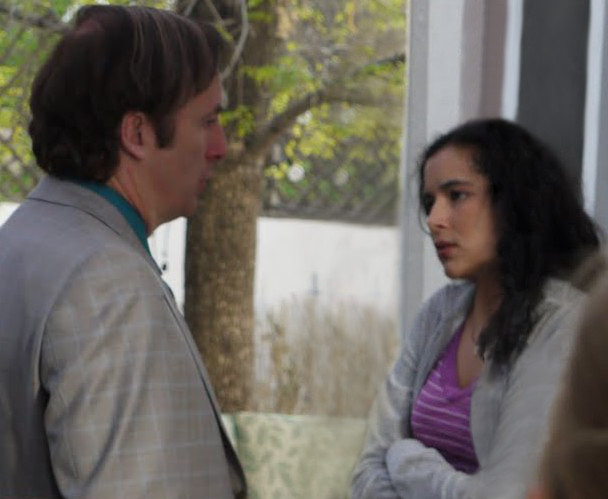
Rios como Andrea Cantillo, en el set de Breaking Bad durante las filmaciones de la cuarta temporada, con Bob Odenkirk como Saul Goodman, abril de 2011.

| Año       | Título               | Rol                | Notas                           |
| --------- | -------------------- | ------------------ | ------------------------------- |
| 2007      | ER                   | Tracy Martinez     | Episodio: «Under the Influence» |
| 2008      | The Closer           | Elena Contreras    | Episodio: «Sudden Death»        |
| 2008      | House                | Sophia Velez       | Episodio: «Emancipation»        |
| 2009–11   | Men of a Certain Age | María              | 12 episodios                    |
| 2010–11   | Friday Night Lights  | Epyck Sanders      | 4 episodios                     |
| 2010–13   | Breaking Bad         | Andrea Cantillo    | 10 episodios                    |
| 2012–13   | Private Practice     | Angela Reilly      | 3 episodios                     |
| 2013–14   | The Bridge           | Adriana Mendez     | 23 episodios                    |
| 2013      | Almost Human         | Paige Hernandez    | Episodio: «Are You Receiving?»  |
| 2014      | Grimm                | Frankie Gonzales   | Episodio: «The Good Soldier»    |
| 2015      | Scandal              | Ensign Martin      | Episodio: «A Few Good Women»    |
| 2015      | True Detective       | Betty Chessani     | 3 episodios                     |
| 2015      | Criminal Minds       | Tammy Vasquez      | Episodio: «Outlaw»              |
| 2015      | From Dusk till Dawn  | Lorena Vasconcelos | Episodio: «Santa Sangre»        |
| 2016      | From Dusk till Dawn  | Ximena Vasconcelos | 5 episodios                     |
| 2016      | The Infamous         | Alice Calderón     | Piloto                          |
| 2017–2018 | Snowfall             | Lucia Villanueva   | 20 episodios                    |